# کوه دفاینت
کوه دفاینت (به انگلیسی: Mount Defiant) یک کوه در ایالات متحده آمریکا است که در Chugach National Forest واقع شده‌است. کوه دفاینت  ۲٬۵۴۴٫۵ متر بالاتر از سطح دریا واقع شده‌است.